# Championnat de Belgique féminin de handball 1988-1989
Navigation
1987-1988 1989-1990
La saison 1988-1989 du championnat de Belgique féminin de handball est la 17e édition de la plus haute division belge de handball.

## Participants
| Club                   | Classement 1987-1988 | Matricule | Localisation      | Entraîneur      | Salle                   | Capacité |
| ---------------------- | -------------------- | --------- | ----------------- | --------------- | ----------------------- | -------- |
| Initia HC Hasselt      | 1er                  | ?         | Hasselt           | Jos Schouterden | ?                       | ?        |
| DHC Meeuwen            | 5                    | ?         | Meeuwen-Gruitrode | ?               | ?                       | ?        |
| Avanti Femina Lebbeke  | ?                    | ?         | Lebbeke           | ?               | ?                       | ?        |
| DHC Overpelt           | ?                    | ?         | Overpelt          | ?               | ?                       | ?        |
| HCE Tongeren           | ?                    | ?         | Tongres           | ?               | ?                       | ?        |
| Olympia Heusden        | ?                    | ?         | Heusden-Zolder    | ?               | ?                       | ?        |
| Sporting Neerpelt      | ?                    | ?         | Neerpelt          | ?               | ?                       |          |
| STHV Juventus Melveren | ?                    | ?         | Saint-Trond       | ?               | ?                       | ?        |
| Fémina Visé            | ?                    | ?         | Visé              | Eddy Bonten     | Hall Omnisports de Visé | 600      |
| HV Arena Hechtel       | ?                    | ?         | Hechtel-Eksel     | ?               | ?                       | ?        |
| KV Sasja HC Hoboken    | ?                    | ?         | Anvers            | ?               | ?                       | ?        |
| ROC Flémalle           | ?                    | ?         | Flémalle          | ?               | Salle André Cools       | 500      |

## Localisation
| \| Hasselt Tongres Sporting Neerpelt Sasja Flémalle Visé Meeuwen Lebbeke Overpelt Hechtel Heusden Melveren \| Localisation des clubs engagés dans le championnat |
| Hasselt Tongres Sporting Neerpelt Sasja Flémalle Visé Meeuwen Lebbeke Overpelt Hechtel Heusden Melveren                                                          |

Nombre d'équipes par Province
| # | Province                      | Nombre | Équipe(s) |
| - | ----------------------------- | ------ | --- |
| 1 | Province de Limbourg          | 8      | Initia HC Hasselt, Sporting Neerpelt, Olympia Heusden, DHC Meeuwen, DHC Overpelt, STHV Juventus Melveren, HV Arena Hechtel, HCE Tongeren |
| 2 | Province de Liège             | 2      | Fémina Visé, ROC Flémalle |
| 3 | Province d'Anvers             | 1      | KV Sasja HC Hoboken |
| 3 | Province de Flandre-Orientale | 1      | Avanti Fémina Lebbeke |

## Compétition

### Organisation du championnat
La saison régulière est disputée par 12 équipes jouant chacune l'une contre l'autre à deux reprises selon le principe des phases aller et retour. Une victoire rapporte 2 points, une égalité, 1 point et, donc une défaite 0 point.
Après la saison régulière, les 4 équipes les mieux classées s'engagent dans les play-offs. Ceux-ci constituent en un nouveau championnat qui désignera le champion ainsi que les tickets européens.
Les six équipes s'affrontent en phase aller-retour.
Pour ce qui est des 8 dernières équipes de la phase régulière, elles s'engagent quant à elles dans les play-downs. Il s'agit là aussi d'une compétition normale en phase aller-retour mais pour laquelle, c'est quatre équipes s'affrontent dans le but de ne pas pouvoir finir aux deux dernières places auquel cas la dernière équipe sera reléguée en division 2.

### Play-offs
| Résultats (dom.\ext.)                                      | IHA | TON   | MEE   | KVS   |
| Initia HC Hasselt                                          |     | 37-10 | 29-5  | 19-12 |
| HCE Tongeren                                               | -   |       | 26-18 | 10-14 |
| DHC Meeuwen                                                | -   | -     |       | -     |
| KV Sasja HC Hoboken                                        | -   | -     | 8-15  |       |
| - Victoire à domicile - Match nul - Victoire à l'extérieur |     |       |       |       |

## Classement final
| Rang  | Équipe                    |
| ----- | ------------------------- |
| 1er   | Initia HC Hasselt (T) (C) |
| 3e    | DHC Meeuwen               |
| 2e/4e | HCE Tongeren              |
| 2e/4e | KV Sasja HC Hoboken       |
| 7e    | Fémina Visé               |
| ?     | Avanti Femina Lebbeke     |
| ?     | HV Arena Hechtel          |
| ?     | Olympia Heusden           |
| ?     | ROC Flémalle              |
| ?     | Sporting Neerpelt         |
| ?     | DHC Overpelt              |
| ?     | STHV Juventus Melveren    |

|     | Champion de Belgique et qualifiés pour la Coupe des clubs champions |
|     | Qualifiés pour la Coupe de l'IHF                                    |
|     | Qualification pour la Coupe des coupes                              |
|     | Relégués en division 2                                              |
| (T) | Tenant du titre                                                     |
| (C) | Vainqueur de la Coupe de Belgique                                   |

## Parcours en coupes d'Europe
| Club                | Compétition               | Tour d'entrée | Résultat            | Dernier adversaire |
| Initia HC Hasselt   | Coupe des clubs champions | 1er tour      | éliminé au 1er tour | ES Besançon        |
| KV Sasja HC Hoboken | Coupe des coupes          | 1er tour      | éliminé au 1er tour | Manchester United  |

## Bilan de la saison
| Tableau d'honneur de la saison 1988-1989 |                                                               |              |
| Compétition                              | Vainqueur                                                     | Commentaire  |
| Championnat de Belgique                  | Initia HC Hasselt                                             | 3e titre     |
| Coupe de Belgique                        | Initia HC Hasselt                                             | 5e victoire  |
| Qualifications européennes               |                                                               |              |
| Compétition                              | Qualifiés                                                     | Qualifiés    |
| Coupe des clubs champions                | Initia HC Hasselt                                             | Premier tour |
| Coupe des coupes                         | ?                                                             | ?            |
| Coupe de l'IHF                           | ?                                                             | ?            |
| Promotions et relégations                |                                                               |              |
| Promu en Division 1 (D1)                 | Fémina Visé HV Arena Hechtel KV Sasja HC Hoboken ROC Flémalle | ?            |
| Relégation en Division 2 (D2)            | STHV Juventus Melveren DHC Overpelt                           | ?            |